# Robert White (regatista, 1956)
Robert White (Tendring, 23 de abril de 1956) es un deportista británico que compitió en vela en la clase Tornado. Es hijo del regatista Reginald White.
Ganó dos medallas de oro en el Campeonato Mundial de Tornado entre los años 1985 y 1986, y cuatro medallas en el Campeonato Europeo de Tornado entre los años 1975 y 1985.
Participó en dos Juegos Olímpicos de Verano, ocupando el sexto lugar en Los Ángeles 1984 y el octavo en Seúl 1988, en la clase Tornado.

## Palmarés internacional
| \| Campeonato Mundial \| Campeonato Mundial \| Campeonato Mundial \| Campeonato Mundial \| \| Año \| Lugar \| Medalla \| Clase \| \| ------------------ \| ---------------------------------- \| ------------------ \| ------------------ \| \| 1985 \| Travemünde (RFA) \| Medalla de oro \| Tornado \| \| 1986 \| Hamilton (Bermudas) \| Medalla de oro \| Tornado \| \| Campeonato Europeo \| \| \| \| \| Año \| Lugar \| Medalla \| Clase \| \| 1975 \| La Baule (Francia) \| Medalla de bronce \| Tornado \| \| 1980 \| Castiglione della Pescaia (Italia) \| Medalla de oro \| Tornado \| \| 1982 \| Torbole (Italia) \| Medalla de plata \| Tornado \| \| 1985 \| Varberg (Suecia) \| Medalla de oro \| Tornado \| |                                    |                   |         |
| Campeonato Mundial |                                    |                   |         |
| Año | Lugar                              | Medalla           | Clase   |
| 1985 | Travemünde (RFA)                   | Medalla de oro    | Tornado |
| 1986 | Hamilton (Bermudas)                | Medalla de oro    | Tornado |
| Campeonato Europeo |                                    |                   |         |
| Año | Lugar                              | Medalla           | Clase   |
| 1975 | La Baule (Francia)                 | Medalla de bronce | Tornado |
| 1980 | Castiglione della Pescaia (Italia) | Medalla de oro    | Tornado |
| 1982 | Torbole (Italia)                   | Medalla de plata  | Tornado |
| 1985 | Varberg (Suecia)                   | Medalla de oro    | Tornado |